# Hegyes Lőrinc
Hegyes Lőrinc, Hochbaum, angolul Laurie Hegyes (Budafok, 1925. április 9. – Ausztrália, 2004. december) magyar labdarúgó és edző.

## Pályafutása
Labdarúgóként a Budafoki MTE-nél, majd a Ferencvárosi TC-nál játszott. 1948 nyarán újra a Budafok játékosa lett.
Az 1956-os forradalom leverése után Ausztráliába költözött, ahol a magyar emigránsok által alapított St. George Budapest SC klubot edzette.

## Sikerei, díjai
Ferencvárosi TC
- Magyar bajnokság
  - bronzérmes: 1947–48